# 2020 SO
2020 SO ist ein erdnahes Objekt, bei dem es sich um die obere Stufe der am 20. September 1966 gestarteten Surveyor-2-Centaur-Rakete handelt.
Das Objekt wurde am 17. September 2020 von der Pan-STARRS-1-Untersuchung am Haleakala-Observatorium entdeckt. Zunächst wurde vermutet, dass es sich um einen Asteroiden mit ungewöhnlicher Umlaufbahn handelte. Bei längerer Beobachtung der Bahn, zeigte sich, dass der Druck der Sonnenstrahlung einen großen Einfluss auf die Umlaufbahn hatte und das Objekt eine sehr geringe Dichte haben musste. Spektroskopische Beobachtungen durch die Infrared Telescope Facility der NASA im Dezember 2020 ergaben, dass das Spektrum des Objekts dem von rostfreiem Stahl ähnelt, was die künstliche Natur des Objekts bestätigte. Nach der Bestätigung, dass es sich um Weltraummüll handelt, wurde das Objekt am 19. Februar 2021 aus der Datenbank des Minor Planet Center gelöscht. Eine rechnerische Rekonstruktion der Flugbahn in der Vergangenheit ergab, dass es sich um die Oberstufe der Atlas-Centaur-Rakete von Surveyor 2 handelt.